# Istiocitosi
L' istiocitosi  è una condizione clinica caratterizzata dalla presenza di un numero eccessivo di istiociti nel sangue e nei tessuti. Vengono raggruppate sotto tale nome una serie di malattie rare che si sviluppano specialmente nella giovinezza dell'individuo. L'istiocitosi ha forme sia benigne che maligne.

## Epidemiologia
Colpisce prevalentemente i maschi in età infantile; negli USA l'incidenza è 1 su 200 000

## Classificazione
La WHO, l'organizzazione mondiale per la salute ha classificato diverse forme:
- Istiocitosi a cellule di Langerhans  detta anche Istiocitosi X (detta X per la presenza nella cellula tumorale, al microscopio elettronico, di un corpo a forma di X chiamato granulo di Birbeck), con tutte le sue varianti (dette anche istiocitosi di classe 1).[1]
- Istiocitosi non maligne, anche dette di classe 2, dovute a proliferazione ed accumulo di elementi con funzioni macrofagiche, in cui sono comprese la linfoistiocitosi emofagocitica familiare, lo xantogranuloma giovanile, e la Istiocitosi con linfoadenopatia massiva dei seni detta anche sindrome di Rosai-Dorfman.
- Istiocitosi di classe 3, di tipo maligno del sistema monocito-macrofagico (leucemia monocitica, linfoma istiocitico).
- Istiocitosi blu mare
- Malattia di Niemann-Pick
- Malattia di Erdheim-Chester

## Trattamento
La terapia consiste generalmente nella somministrazione di steroidi, splenectomia, chemioterapia.